# Disconnect Me
"Disconnect Me" var en låt som framfördes av Marie Serneholt i den svenska Melodifestivalen 2009. Låten är skriven av Peter Boström och Tony Nilsson. Dock slutade låten på sjätte plats i deltävling 1 i Scandinavium i Göteborg den 7 februari 2009.
Melodin testades på Svensktoppen den 1 mars 2009 men missade listan.

## Listplaceringar
| Lista (2009) | Topplacering |
| ------------ | ------------ |
| Sverige      | 46           |

### Fotnoter
1. ↑  ”Svensk mediedatabas”. http://smdb.kb.se/catalog/id/002491231. Läst 16 februari 2012.
2. ↑  ”Svensktoppen”. 1 mars 2009. http://sverigesradio.se/sida/topplista.aspx?programid=2023&date=2009-03-01. Läst 16 februari 2012.
3. ↑  ”Svensktoppen”. 8 mars 2009. http://sverigesradio.se/sida/topplista.aspx?programid=2023&date=2009-03-08. Läst 16 februari 2012.
4. ↑  ”Hitparad”. http://hitparad.se/showitem.asp?interpret=Marie+Serneholt&titel=Disconnect+Me&cat=s=. Läst 16 februari 2012.